# Знак четырёх (бокс-сет)
«Знак четырёх» — бокс-сет группы «Мельница», в который вошли первые четыре альбома группы — «Дорога сна», «Перевал», «Зов крови» и «Дикие травы». Вышел 12 апреля 2012 года. В качестве бонуса в бокс-сет вошёл сингл «Рождественские песни», включённый в альбом «Дикие травы».
Просьбы о переиздании первых четырёх альбомов неоднократно появлялись на официальном форуме группы. Мини-альбом «Master of The Mill», изданный в 2004 году (между альбомами «Дорога сна» и «Перевал»), изначально не планировалось включить в бокс-сет ни в виде отдельных треков, ни целиком.
Все четыре альбома данного издания подверглись ремастерингу, а альбом «Дорога сна» был заново пересведён звукорежиссёром Иваном Евдокимовым, стоящим у истоков изначального звучания «Мельницы». Каждая пластинка получила расширенный буклет с дополнительными иллюстрациями и текстами песен. В 2017 году обновлённые версии альбомов были выпущены и в виде отдельных слипкейсов, таким образом став переизданиями соответствующих альбомов.

## Оформление
Бокс-сет издан в картонной четырёхдисковой коробке. К каждому альбому подобрано оригинальное полиграфическое оформление. Издание содержит 48-страничный буклет с текстами всех песен со всех четырёх альбомов.

## Список композиций
| 1. Дорога сна 2. Оборотень 3. Горец 4. Мора 5. Ольга 6. Змей 7. Зима 8. Воин вереска 9. Тарантелла 10. Рапунцель 11. На север 12. Лорд Грегори | 1. Ночная кобыла 2. Господин горных дорог 3. Весна 4. Фуга 5. Чужой 6. Ворон 7. Голем 8. Мертвец 9. Вереск 10. Прялка 11. Королевна 12. Вереск (инструментал) — скрытый трек, в конце альбома после 5-минутной паузы | 1. Невеста Полоза 2. Зов крови 3. Двери Тамерлана 4. Травушка 5. Сестра 6. Полнолуние 7. Сказка о Дьяволе 8. Дракон 9. Ай, волна 10. Ворожи 11. Огонь 12. Лента в волосах 13. Белая кошка 14. Рапунцель | 1. Опасное лето 2. Далеко 3. Шелкопряд 4. А если бы он 5. Ведьма 6. Кувшин 7. Княже 8. Ветер 9. Шаман 10. Волкодав 11. Ушба 12. Океан 13. Береги (бонус-трек) 14. Чёрная овечка (бонус-трек) |